# 188e division d'infanterie
Pour les articles homonymes, voir 188e division.
La 188e division de montagne (en allemand : 188. Gebirgs-Division ou 188. GebDiv.) est une des divisions de l'armée allemande (Wehrmacht) durant la Seconde Guerre mondiale.

## Historique
- 26 août 1939 : La division est formée à Salzbourg en Allemagne dans le Wehrkreis XVIII, en tant que division de l'Armée de remplacement sous le nom de Kommandeur der Ersatztruppen XVIII
- 5 novembre 1939 : L'état-major prend le nom de 188. Division
- Mi-décembre 1939 : L'état-major prend le nom de Division Nr. 188
- Avril 1941 : Au cours de la campagne contre la Yougoslavie (guerre d'avril), de larges sections de la Division ont été déployées pour attaquer les fortifications de la frontière. Globalement, la Division ne compte que 10 morts et 18 blessés pendant cette action
- 16 avril 1943 : La division est déplacée vers Innsbruck, également le district militaire XVIII.
- 8 octobre 1943 : La division est renommée 188. Reserve-Gebirgs-Division
- 1er mars 1944 : La 188. Reserve-Gebirgs-Division est renommée 188. Gebirgs-Division.

## Organisation

### Commandants
| Date                                  | Grade           | Commandant      |
| ------------------------------------- | --------------- | --------------- |
| 1er décembre 1939 - 1er novembre 1942 | Generalleutnant | Hans von Hößlin |
| 1er novembre 1942 - 23 novembre 1942  | Oberst          | Albert Newinger |
| 23 novembre 1942 - 31 mars 1943       | Generalleutnant | Hans von Hößlin |
| 1er avril 1943 - 8 octobre 1943       | Generalmajor    | Maximilian Jais |
| 20 octobre 1943 - 1er mars 1944       | Generalleutnant | Hans von Hößlin |

### Officiers d'opérations (Generalstabsoffiziere (Ia))
| Date                                | Grade          | Commandant       |
| ----------------------------------- | -------------- | ---------------- |
| 1er juillet 1941 - 16 décembre 1942 | Hauptmann i.G. | Wolfgang Gärtner |
| 16 décembre 1942 - 15 mai 1943      | Hauptmann i.G. | Joachim Horbach  |
| 15 mai 1943 - 8 octobre 1943        | Major i.G.     | Peter Hörmann    |
| 8 octobre 1943 - 1er février 1944   | Major          | Ernst Pickel     |

## Théâtres d'opérations
- Autriche : Décembre 1939 - Octobre 1943
- Italie et Slovénie : Octobre 1943 - Mars 1944

## Ordre de bataille
Octobre 1943
- Reserve-Gebirgsjäger-Regiment 136
- Reserve-Gebirgsjäger-Regiment 137
- Reserve-Gebirgsjäger-Regiment 138
- Reserve-Gebirgsjäger-Regiment 139
- Reserve-Grenadier-Bataillon 499
- Reserve-Artillerie-Regiment 112
- Reserve-Gebirgs-Pionier-Bataillon 83
- Versorgungseinheiten 1088
- Gebirgsjäger-Ersatz-Regiment 136
- Gebirgsjäger-Ersatz-Regiment 138
- Gebirgsjäger-Ersatz-Regiment 139
- Artillerie-Ersatz-Regiment 112
- Panzerjäger-Ersatz-Abteilung 48
- Gebirgs-Pionier-Ersatz-Bataillon 82
- Gebirgs-Pionier-Ersatz-Bataillon 83
- Nachrichten-Ersatz-Abteilung 18
- Fahr-Ersatz-Abteilung 18
- Kraftfahr-Ersatz-Abteilung 18
- Bau-Ersatz-Bataillon 18